# Kenny Elissonde
Kenny Elissonde (Longjumeau, 26 de julio de 1991) es un ciclista francés. Debutó como profesional en el equipo FDJ en 2012.
Es un destacado escalador, debido a sus características físicas, poca altura (1,68 metros) y poco peso (52 kg) por lo que aguanta muy bien todo tipo de subidas. Dicho hecho se vio refrendado en su victoria en la etapa reina de la Vuelta a España 2013, con final en el mítico Angliru. Sin embargo estas características, hacen de la contrarreloj su debilidad, lo que le hace no poder luchar por ganar grandes vueltas.
Elissonde comenzó su carrera amateur en 2009 y pasó por varios equipos de formación franceses, hasta que a finales de 2011 fue captado por Marc Madiot que lo fichó de inmediato para la FDJ.
Era una de la jóvenes promesas del ciclismo francés junto con sus compatriotas Romain Bardet, Thibaut Pinot, Warren Barguil o Pierre Latour.

## Biografía

### Amateur
Elissonde comenzó con el mountain bike a la edad de ocho años, aunque en 2009 fue fichado por el equipo amateur EC Château d'Olonne. La temporada siguiente la desarrolló en el conjunto CC Étupes también como amateur y en el que consiguió una victoria de renombre como la Ronde de l'Isard d'Ariège además de ganar una etapa en la misma. Debido a esta victoria fue captado por Marc Madiot que lo puso a pruebas en la FDJ durante los últimos cuatro meses de 2011.

### Profesionales
Kenny Elissonde se convirtió en profesional en 2012 en el equipo FDJ-BigMat, tras estar los últimos cuatro meses como stagière de este equipo y convencer de manera impresionante a los directores. Hay varios corredores en dicho equipo que pasaron por las Étupes CC como Geoffrey Soupe (actualmente en Cofidis y Thibaut Pinot. 

#### 2012
Comenzó el año sin estar en su mejor momento. En la primavera participó en las Clásicas de las Ardenas: Flecha Valona y Lieja-Bastoña-Lieja. En junio, se llevó el cuarto lugar en la Ruta del Sur, y luego en agosto ganó su primera victoria como profesional, al ganar una etapa de la París-Corrèze. A finales de año, describe su primera temporada como profesional como "buena".

#### 2013
Comenzó su temporada 2013 en el Tour Down Under finalizando en decimotercera posición. Él planea participar en el Giro de Italia, su primera gran vuelta importante, pero en última instancia, no participa en la ronda italiana. Acabó como el mejor joven en el Tour de Omán y en el Tour de l'Ain. 
En septiembre consigue su mejor victoria como profesional en la Vuelta a España al ganar en la mítica cima del Angliru tras meterse en la fuga buena del día de 30 corredores y en los que había ciclistas de la talla de Paolo Tiralongo, Serge Pauwels o David Arroyo. Elissonde lanzó un ataque en el Alto del Cordal a falta de 25 km a la meta que solo pudo ser respondido por el italiano Tiralongo, con el que comenzó la subida al Angliru en solitario. Sin embargo en las primeras rampas duras del puerto, soltó al transalpino y supo mantener una ventaja con el grupo de los favoritos lo que le permitió llevarse una inolvidable victoria y acabar 33.º en la general. Esa victoria le encumbró como una de las jóvenes revelaciones del ciclismo francés y del mundo. Anteriormente, en la Vuelta, en la 14.º etapa con final en Collada de la Gallina se le dio por abandonado, pero consiguió llegar a meta en última posición a más de media hora y tiritando de frío y bastante mojado tras una caótica etapa de perros.

#### 2014
2014 debía de ser la temporada de la consagración de Elissonde, pero no fue así. Comenzó su temporada de nuevo en el Tour de Omán pero no repitió el éxito del año pasado, y esta vez fue 21.º en la clasificación general final. En el Tour de l'Ain en el que el año pasado se llevó la clasificación de los jóvenes, solo puso ser 13.º.
Su resultado más destacado de la temporada llegó en la Ruta del Sur, en el que logró un buen 7.º puesto en la general, además de ser 4.º en su etapa reina entre Bagnères-de-Bigorre y Val-Louron y 15.º en la etapa de Saint-Gaudens a Castres. También obtuvo un 12.º puesto en la etapa reina del Dauphiné Liberé acabada en el Col du Béal. Sorprendentemente se quedó fuera del equipo del Tour de Francia en el que se veía como un buen complemento a Thibaut Pinot.
Volvió a correr la Vuelta a España como jefe de filas. Estuvo con los mejores en la primera etapa de montaña finalizada en Cumbres Verdes, pero eso solo fue un espejismo ya que en las posteriores etapas sufrió mucho hasta tal punto de tener que abandonar en la decimotercera. Así, Elissonde cerró una temporada para olvidar.

#### 2015
2015 fue el año de la recuperación del joven ciclista francés. Corrió su primer Giro de Italia como jefe de filas junto con su compatriota Alexandre Geniez. Hizo destacadas etapas en la alta montaña, como un 8.º puesto en la novena etapa acabada en San Giorgio del Sannio y un 23.º en la etapa reina con final en Breuil-Cervinia. Sin embargo una mala contrarreloj le privó de estar más adelante en la general, en la que finalmente fue 46.º.
Corrió otro año más la Dauphiné en la que fue 16.º en su etapa reina acabada en Saint Gervais-Mont Blanc, pero de nuevo no volvió a correr el Tour de Francia.
En la Vuelta a España, Elissonde se jugaba su renovación con la FDJ y acudía a la cita española como único jefe de filas del equipo. Estuvo en todas las etapas de alta montaña con los mejores siempre entrando entre los veinte primeros y aguantando bien las embestidas de todos los rivales. Además lo intentó con varias fugas en etapas de media montaña como en la 8.º y en la 10.º quedándose cerca de la victoria. En la penúltima etapa por la Sierra de Guadarrama, Elissonde se metió en la fuga buena del día, compuesta por 40 corredores. Sin embargo, pese a ser por terreno montañoso no pudo obtener un buen resultado, ya que un ataque lejano de Rubén Plaza a más de 100 km para la meta sorprendió a él y a sus compañeros de escapada. Finalmente fue 8.º en la etapa y acabó en una meritoria 16.º plaza en la general siendo el mejor francés tras Romain Sicard. Debido a su buena actuación, la FDJ le premió con la renovación por una temporada más.

#### 2016
Su objetivo durante esta campaña, se volvió a centrar en la carrera que le vio destacar, la Vuelta a España.
Se especuló con su posible participación en el Tour de Francia para ayudar a Thibaut Pinot en las etapas de alta montaña, después de incluirle el equipo en la Vuelta a Suiza, pero finalmente no fue así. En la carrera alpina, acabó en el 25.º lugar en la general. A posteriori, logró una buena ubicación en el Campeonato de Francia de Ciclismo en Ruta, al acabar 13.º en un recorrido que no le favorecía.
Antes de participar en la Vuelta a España, corrió la Vuelta a Burgos, en la que se le vio muy activo. Lanzó un ataque junto a Alberto Contador en la tercera etapa, aunque finalmente fueran atrapados por el pelotón y acabó 32.º en la general. Ya en La Vuelta, Elissonde fue jefe de filas junto con Alexandre Geniez y fue 5.º de la sexta etapa. Perdió sus posibilidades de cara a la general tras la decimosegunda etapa, en la que se metió en una fuga que fue engullida por el pelotón, y perdió mucho tiempo en línea de meta. En la decimocuarta etapa, íntegra en territorio francés, se metió en la fuga buena del día. Se quedó cerquísima de la victoria en el Aubisque, siendo tan solo superado por Robert Gesink, aunque se colocó como líder destacado de la clasificación de la montaña. Finalmente, perdió la clasificación de mejor escalador el último día en detrimento de Omar Fraile, tras una táctica un poco alocada por su parte en la etapa con final en Sierra de Aitana. Aun así, Elissonde fue Top5 en tres etapa, 2.º de la clasificación de la montaña, 12.º de la clasificación por puntos, 3.º de la clasificación de la combinada, y volvió a meterse en el Top20 de la general. 

#### 2017-2019: años difíciles en Sky
Luego de su final de contrato con el conjunto de su vida (la FDJ), Elissonde firmó un nuevo contrato de cara a 2017 con el Team Sky, por esos momentos mejor equipo del pelotón y que contaba en sus filas con el tres veces campeón del Tour de Francia Chris Froome. Elissonde sabía que llegaba a un equipo en el que principalmente debería trabajar para los varios líderes de los que disponía esta escuadra. 
Debutó con su nuevo conjunto en el Tour Down Under. La primera carrera de renombre en la que se le vio fue en el Giro de Italia 2017, en la que disponía de algo más de libertad, pero en la que sin embargo, acabó abandonando. Completó una gran Vuelta a Burgos donde acabó 29.º en la general, viéndosele con los mejores en las etapas de montaña, aunque esto no le valió para acudir a su ronda favorita, la Vuelta a España, la cual llevaba corriendo ininterrumpidamente desde 2013. Durante esta primera temporada en el equipo, no se le vio mucho más. 
Fue probablemente en 2018, donde se vio la mejor versión de Elissonde en Sky. Después de una gran actuación en el Tour de los Alpes, volvió a ser seleccionado para el Giro de Italia, aunque esta vez como gregario de lujo de Froome. Trabajó para el inglés, siendo uno de sus últimos escuderos en la alta montaña y el que le preparó el ataque final al británico en el Colle delle Finestre que le dio la victoria general al equipo tras una exhibición de Froome. Elissonde fue 51.º en la general. Durante esta temporada, logró también un Top10 en la Vuelta a Burgos, aunque de nuevo se quedó fuera del 8 para la Vuelta a España.
Su última temporada en el equipo, ya renombrado como nuevo Team INEOS, fue la peor para el corredor de Longjumeau. Sus resultados más destacados en este 2019 fueron en la Vuelta a Suiza y de nuevo en la Vuelta a Burgos. Parecía que este año por fin acudiría a la Vuelta a España ya que estaba en la preinscripción de su equipo, pero, sin embargo, dos días antes de comenzar la ronda española quedó sustituido inexplicablemente por su compañero David de la Cruz. Debido a esto se quedó por primera vez desde 2013 sin disputar ninguna gran vuelta, cerrando así una difícil etapa en el conjunto británico. 

## Palmarés
2011 (como amateur)
- Ronde de l'Isard d'Ariège, más 1 etapa

2012
- 1 etapa de la París-Corrèze

2013
- 1 etapa de la Vuelta a España

## Resultados en Grandes Vueltas y Campeonatos del Mundo
| Carrera         | Carrera         | 2011 | 2012 | 2013 | 2014 | 2015 | 2016 | 2017 | 2018 | 2019 | 2020 | 2021 | 2022 | 2023 | 2024 |
| --------------- | --------------- | ---- | ---- | ---- | ---- | ---- | ---- | ---- | ---- | ---- | ---- | ---- | ---- | ---- | ---- |
|                 | Giro de Italia  | —    | —    | —    | —    | 46.º | —    | Ab.  | 51.º | —    | —    | —    | —    | —    | —    |
|                 | Tour de Francia | —    | —    | —    | —    | —    | —    | —    | —    | —    | 25.º | 36.º | —    | —    | —    |
|                 | Vuelta a España | —    | —    | 33.º | Ab.  | 16.º | 20.º | —    | —    | —    | Ab.  | Ab.  | 64.º | 50.º | Ab.  |
| Mundial en Ruta | Mundial en Ruta | —    | —    | —    | —    | —    | —    | —    | —    | —    | 37.º | —    | —    | —    | —    |

—: no participa

Ab.: abandono

## Equipos
- FDJ (08.2011-2016)
  - FDJ (stagiaire) (08.2011-12.2011)
  - FDJ-Big Mat (2012)
  - FDJ (01.2013-06.2013)
  - FDJ.fr (06.2013-2014)
  - FDJ (2015-2017)
- Sky/INEOS (2017-2019)
  - Team Sky (2017-04.2019)
  - Team INEOS (05.2019-12.2019)
- Trek[1] (2020-2023)
  - Trek-Segafredo (2020-06.2023)
  - Lidl-Trek (07.2023-12.2023)
- Cofidis (2024)